# ポケットモンスター
ポケットモンスター（Pocket Monsters、日本国外では"Pokémon"）は、株式会社ポケモン（発売当初は任天堂）から発売されているゲームソフトシリーズの名称。また、同作品に登場する架空の生物の総称、それらを題材にしたアニメを始めとするメディアミックス作品群を指す。

## 概説

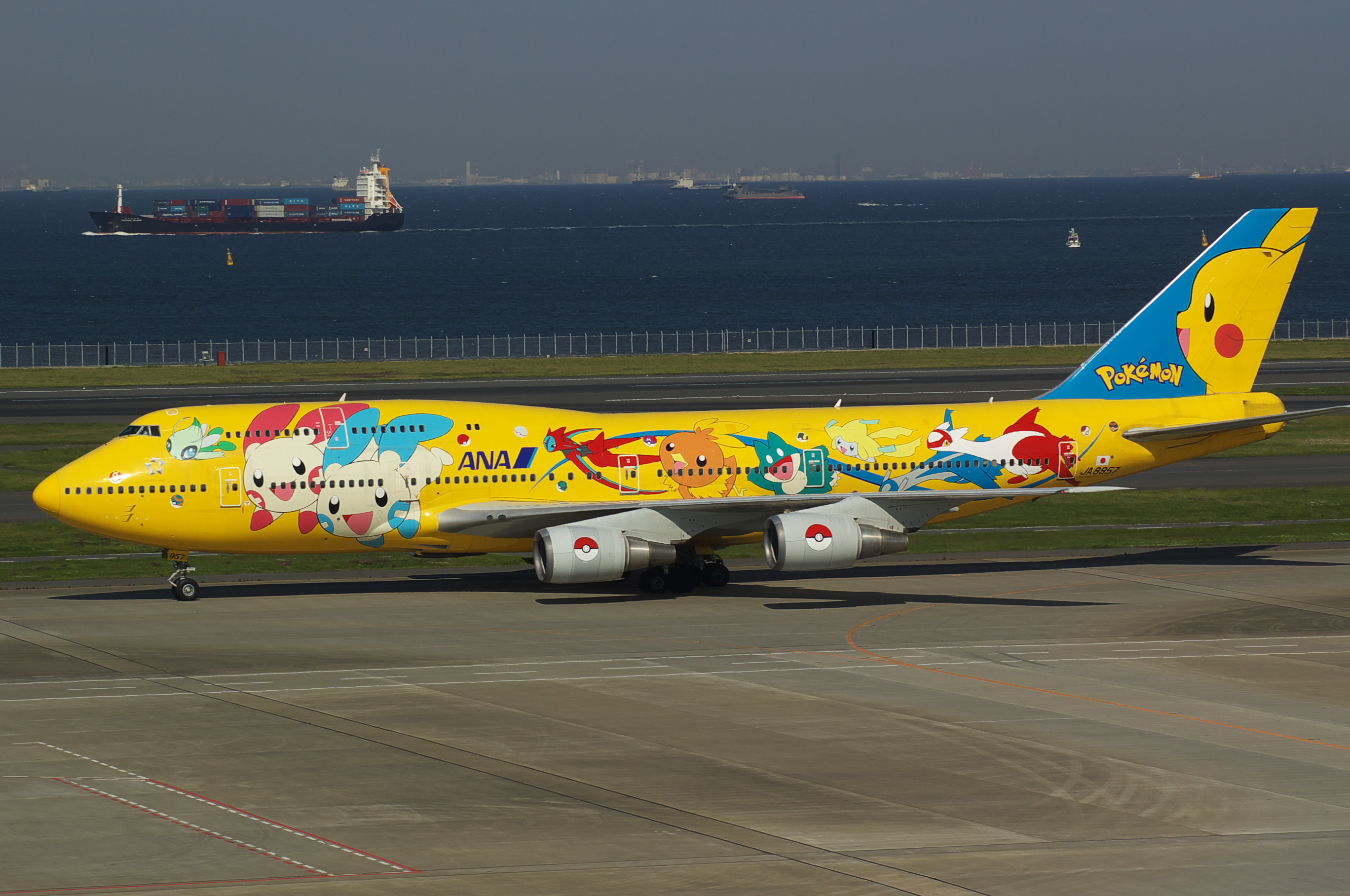
ピカチュウジャンボ・JA8957

ポケットモンスターの原案は、1996年2月27日に発売されたゲームボーイ用RPG『ポケットモンスター 赤・緑』である。開発はゲームフリーク。コンセプトメーカーにしてディレクターを務めたのは、同社代表取締役でもある田尻智。この作品が小学生を中心に、口コミから火が点き大ヒットとなり、以降も多くの続編が発売されている（詳しくは「ポケットモンスター（ゲーム）」を参照）。ゲーム本編作品だけでなく、派生作品や関連作品が数多く発売されている（詳しくはポケットモンスターの関連ゲームを参照）。
ポケモンはゲームのみならず、アニメ、カードゲーム、キャラクター商品と様々なメディアミックス展開がなされ、日本国外でも人気を獲得している。
ポケモン関連ゲームソフトの累計出荷数は、全世界で2024年3月末時点で4億8000万本以上に達している。
2022年11月18日に発売された『ポケットモンスター スカーレット・バイオレット』は2024年11月18日時点でシリーズ最高となる国内販売本数830万本を記録した。
この数字をゲームキャラクター毎のシリーズ別で比較した場合は、世界第1位の数値であり、1996年のソフト発売以来、ゲームを含めた関連市場（いわゆるポケモン市場）の誕生からの全世界累計市場規模は、2024年11月14日時点で14兆円を突破している（海外65%、国内35%） 。現在、ポケモンは最も収益性の高いメディア・フランチャイズとなっており、2019年にTitleMaxが制作した、キャラクター「メディアミックス」総収益の世界ランキングでは、921億$（約10.1兆円）で世界1位を獲得している。
2024年1月までに1025種類ポケモンが発見されている。アニメ放送以来ピカチュウは国内外問わず抜群の知名度と人気を持っている。
1997年4月1日よりテレビ東京系列にてテレビアニメ『ポケットモンスター』が放送開始。主人公のサトシと相棒ポケモンのピカチュウ、その仲間と彼らのポケモンたちによる冒険物語が2023年3月24日までの25年以上に渡り放送され、その後も登場人物を一新した新シリーズが、制作クールを分けて毎週放映されている。
メディアミックス事業の中で最初期にトレーディングカードゲーム (TCG) 『ポケモンカードゲーム』も誕生し、TCGプレイヤー層も巻き込んでファンを広げた。

## 主な作品

### ゲーム『ポケットモンスター』シリーズ
『ポケットモンスター』シリーズは、「ポケットモンスター」（以下「ポケモン」）という不思議な生き物が生息する世界において、ポケモンを自らのパートナーとし、ポケモン同士のバトルを行う「ポケモントレーナー」たちの冒険を描くロールプレイングゲーム (RPG) である。
主人公（プレイヤー）は、初めに旅の相棒となるポケモンを1匹もらい、ポケモントレーナーとなり旅に出る。旅の目的は2つあり、1つはポケモン図鑑を完成させること、もう1つはチャンピオンを倒すこと。草むらや洞窟、海など、さまざまなところに生息する様々なポケモンを捕まえ、仲間にしていく。主人公とポケモン達はライバルや他のポケモントレーナー達との勝負を交えながら成長し、ジムバッジを集め、ポケモントレーナーの頂点であるチャンピオンを目指す。ストーリーは伝説のポケモンとその力を利用しようとする、若しくはジム巡りの妨害を企む組織との戦いを中心に展開する。他プレイヤーとのポケモン交換や対戦ができる通信機能が備わっており、持っていないポケモン同士を交換することでポケモン図鑑が完成することもある。
シリーズの舞台は同一世界中の様々な地域（「地方」と称される）である。いずれの地方も現実世界の特定の地域がモデルとされており、地理や登場キャラクターの設定などに反映されていることがある。

#### ゲーム開発の背景とヒットまでの経緯

##### ポケモン前史
1989年、ポケモンの生みの親である田尻智が「ゲームフリーク」を設立し、同社初のゲーム作品『クインティ』をナムコから発売。また同年、任天堂からゲームボーイ (GB) が発売。携帯機の特性上、ゲームボーイは当初パズルやアクションゲーム向けの機種と見られており、実際にそうしたゲームも多数発売されたが、田尻はスクウェアのRPG『魔界塔士Sa・Ga』の成功を見て、携帯機でもアクションでない分野を追求できると気づいた。
田尻はとりわけゲームボーイの通信機能に着目し、「交換する」という動詞をコンセプトにしたゲームの着想を得る。また田尻は『ウルトラセブン』のファンでもあり、同作のカプセル怪獣からも着想を得て、「カプセルモンスター」というRPGの企画書を書き上げた。
田尻の企画した「カプセルモンスター」はカプセルトイのケースのようなものに入ったモンスターが、通信ケーブルを行き来するというものであった。田尻はこの企画書を任天堂の窓口として株式会社クリーチャーズに持ち込み、それを受け任天堂は開発費の援助を決定した。後に「カプセルモンスター」の名称は、商標権の懸念で商品名に使えないこと・略した時に「カプモン」となり語呂が悪いという理由などから、「ポケットモンスター（略して「ポケモン」）」に改められた。田尻はノスタルジーを感じさせるカプセルという単語を気に入っており、渋々断念している。

##### 開発
ポケットモンスターは、製作陣のRPGの開発経験が不足していたことやゲームで最も重要な要素である「交換する」ということへの動機付けを見つけられず、開発には長い年月を要した。その間不足した資金を補うため他のゲームを開発するなどの理由で、ポケモンの開発はしばしば中断された。1995年頃までに、『MOTHER』および『MOTHER2 ギーグの逆襲』を制作した株式会社エイプから新会社クリーチャーズの社長に就任した石原恒和（のち株式会社ポケモン代表取締役社長）が全体をまとめて方向付けを行う役を担うようになった。『MOTHERシリーズ』は田尻がポケモンを製作する上で参考にしたRPGでもあり、そのためか共通点も多い（RPGでは当時珍しい現代の世界観であることや主人公の設定など）。また、ゲームフリークと開発委託契約を結び、石原自身がプロデューサーとして数々の企画を任天堂などへと提案していく火付け役ともなった。当初から開発を支援していた任天堂も製品の完成を粘り強く待ち続けた。
ゲームフリークの制作陣は、当時まだ着目されていなかった「収集、育成、対戦、交換」という要素を徹底的に遊ばせようという方針を定めていた、ゲームボーイの通信機能を活用して「別のソフトとの間で通信を行わないとポケモン図鑑が完成しない」、「（強制ではないが）自分が育てたポケモンで友達と対戦できる」という仕様はその方針を支えるためにある。
個々のプレイデータには個別のID（数字）と主人公の名前が与えられ、所有するポケモンに対して「親ID」として働き個々のポケモンをさらに個性化する、という仕様も持たせた。当初はプレイヤーIDによってソフト1本毎に登場するポケモンが異なるという仕様だったが、過剰に複雑化したため、2種類に分けて発売する手法が採られた。また、当時の主流に比べ大容量のバックアップメモリを搭載する仕様に切り替える事で、150種類全てのポケモンの保存が可能になった。この「ソフトを2種類にわける」、「大容量のカートリッジを採用する」という案は任天堂の宮本茂の案である。
当初は1995年秋から年末発売予定であったが、デバッグなどが遅れ1996年2月27日に繰り下げた後に、開発開始から6年経って『ポケットモンスター 赤・緑』は発売を迎えた。カラーバリエーションは、マリオとルイージの服の色に因んでおり、後に発売される青は2人の「つなぎ」の色に由来する。赤・緑・青の3色から赤と青に決定しそうになったが『「フシギバナ」の仕上がりが良かった』という理由から赤と緑が発売することになった。

##### 発売
1996年当時、ゲームボーイに限らず、携帯型ゲーム機市場は停滞していた。ゲームギアなどカラー表現が可能な後続機種もほぼ終息状態にあり、テレビゲームには「次世代機」と銘打ちPlayStationやセガサターンといった据置き機が既に登場し、発売から丸7年が経過したゲームボーイは時代遅れと見られていた。事実『ポケットモンスター』発売直後の時点でゲームボーイにて発売が予定されていたゲームソフトはわずか3タイトルのみであった。
市場にはRPGだけでも既に多数のゲームが発売されており、さらに「過去の機種」であったゲームボーイでリリースされる『ポケットモンスター』はさほど大きな期待を持たれず、年末商戦も逃した。初日の出荷本数は赤・緑を合わせて約13万本。しかし、「収集、育成、対戦、交換」というゲーム要素が徐々にユーザーの支持を獲得し、さらにユーザー間の口コミで爆発的ヒットへ繋がった。結果的にポケモンは制作側の期待や予測を越えた大ヒットを記録した。日本国内での販売本数はゲームボーイ向け『赤・緑・青』で最終的に1023万本である。
1998年に海外版ポケットモンスター　赤・青が発売された際、ゲームボーイ上でもモノクロで分かりやすく表示できるように作られた『Pokémon』のロゴはプレイステーションの市場に対抗する目的で山内博氏がワシントン在住のChris Maple氏に製作を命じさせた結果、4か月程度で作られた。現在使用されているものは1999年に若干修正されたものである。

##### 「ポケモン後」の市場の変化
『ポケットモンスター』発売以降ゲームボーイ市場、ひいてはコンシューマーゲーム市場自体が変化した。
他メーカーからの後続ゲームソフトも「収集、育成、対戦、交換」の要素を盛り込んだり、数バージョン同時リリースなど、ポケモンに倣った手法が定番化した。任天堂自身もそうしたゲームの開発に力を注いだ他、「ポケモン頼み」のラインナップに切り替えるなどの路線を歩んだ時期もあった。しかし、前者については、各社で販売本数に差が付き、結局はゲームソフトの商品力が販売力を決めることを再認識させた。
本作アニメ放映開始後には女子のファンを獲得し、それまで男子中心のゲームボーイユーザーに女子を呼び込んだ。少女漫画誌『ちゃお』でのコミカライズも始まったのもこの頃である。また、『クリスタル』からは女の子の主人公を選択できるようになった。これ以降、任天堂の携帯ゲーム層に女性ユーザーが増加した。

### スピンオフゲーム
本編以外にも様々な派生ゲーム作品が発売されており、ジャンルも多岐にわたる。

### アニメ
1997年4月1日からテレビ東京系列(TXN)ほかで放送されている。

#### 劇場版
1998年から上映されている劇場版アニメ。配給は東宝。

#### OVA
1998年から2000年に発売されていたOVA。こちらはポケモン達の視点で物語が描かれる。

### その他のテレビ番組
テレビ東京系列などで放送されているバラエティ番組、及びスペシャル番組として、『週刊ポケモン放送局』や『ポケモン☆サンデー』、『ポケモンスマッシュ!』、『ポケモンゲット☆TV』、『ポケモンの家あつまる?』、『ポケモンとどこいく!?』がある。また同系列の「おはスタ」でも、ポケモン情報等に関するコーナーがある。
2024年4月13日午後4時から1時間程度、「Newsポケモンサテライト」が放送された。
2024年6月2日から日本テレビ（関東広域圏）で『おやすみのたね。』の放送が開始。「Pokémon Sleep」が提供している。この番組は、関東以外やTVerでの放送はないが、番組ホームページで公開。
2020年にはNHK Eテレで『ポケモンぼうさいクラブ』が放送された。ポケモンの人形劇（ポケモンパペット劇場 パペモン）による防災教育番組（全5話）。
2025年3月1日から、ABEMAからチャンネル「アニメ ポケットモンスター 1・2」が登場。リコロイ編までの劇場版を含むアニメ作品が放送・見逃し放送される。期間は1年間。

### 音楽
アニメ版ポケットモンスターシリーズの主題歌・挿入歌はたびたび一新し、膨大な曲数に上る。オープニングやエンディングが収録されたアルバムも登場。最初の主題歌『めざせポケモンマスター』は純粋なアニメソングとしては異例の185万枚のミリオンセラーとなった。
ゲームシリーズやアニメの背景音楽（BGM）のサウンドトラックのコンパクトディスク（CD）が発売されることもある。

### 書籍

#### 漫画
- 『ポケットモンスター』 穴久保幸作
- 『ポケットモンスターSPECIAL』 シナリオ - 日下秀憲 作画 - 真斗→山本サトシ
- 『電撃!ピカチュウ』おのとしひろ
- 『ポケットモンスターアニメコミック サトシとピカチュウ』 てしろぎたかし (ISBN 4-09-142841-X)
- 『劇場版ポケットモンスターAGスペシャルコミック 七夜の願い星 ジラーチ』 大内水軍
- 『劇場版ポケットモンスターAGスペシャルコミック 裂空の訪問者 デオキシス』 てしろぎたかし
- 『劇場版ポケットモンスターAGスペシャルコミック ミュウと波導の勇者 ルカリオ』 伊原しげかつ
- 『劇場版ポケットモンスターDPコミック ディアルガVSパルキアVSダークライ』 鷹岬諒
- 『ギラティナと氷空の花束シェイミ - 劇場版ポケットモンスターダイヤモンド・パールスペシャルコミック』 ひじおか誠
- 『アルセウス超克の時空へ』 溝渕誠
- 『幻影の覇者 ゾロアーク』 井上桃太
- 『ポケットモンスター金・銀 ゴールデン・ボーイズ』 斉藤むねお
- 『ポケットモンスタールビー・サファイア まんがで読む4つ星攻略』 日下秀憲、吉野恵美子 (ISBN 4-09-106101-X)
- 『ポケットモンスターエメラルド 挑戦!バトルフロンティア』 伊原しげかつ (ISBN 4-09-143361-8)
- 『ポケモン 4コマギャグ劇場』 姫野かげまる (ISBN 4-09-149541-9)
- 『ポケットモンスター 4コママンガ劇場』 向水遙 （エニックス出版局、ISBN 4-87025-922-2）
- 『ポケットモンスター 4コマDX』 山本まるみ （ソフトバンククリエイティブ、ISBN 4-7973-0055-8）
- 『ポケットモンスター 4コマギャグバトル』 （光文社）
- 『ポケモン 4コマ笑事典』 やましたたかひろ (ISBN 4-09-295112-4)
- 『ポケモン レッツゴー！ だじゃれクラブ』 春風邪三太
- 『ポケットモンスター 4コマ大百科』 やましたたかひろ
- 『ポケモン4コマまんが全集』 春風邪三太
- 『ポケモンゲットだぜ!』 あさだみほ
- 『ポケモンカードになったワケ』 姫野かげまる （メディアファクトリー[注釈 4]、ISBN 4-88991-717-9）
- 『まんが版 ポケットモンスター全書』 中村里美 (ISBN 4-09-259084-9)
- 『めざせ!!カードマスター』 印照 (ISBN 4-09-149544-3)
- 『ポケットモンスター おはなし超ひゃっか』
- 『ポケットモンスター ホライズン』 やぶのてんや
- 『ポケモンえにっき ポケモンじまのなかまたち』 ふくやまけいこ (ISBN 4-09-253275-X)
- 『ポケモンDP4コマ劇場』 松島リュウ
- 『ポケモンだにへ ピカチュウのだいぼうけん』 小北和哉、天野雅栄 (ISBN 4-09-747212-7)
- 『ポケモン不思議のダンジョン ギンジの救助隊』 溝渕誠 (ISBN 4-09-140235-6)
- 『ポケットモンスターダイヤモンド・パール物語 ポケモンDP』 伊原しげかつ
- 『ポケットモンスターHG・SS ジョウの大冒険』 松島リュウ
- 『ポケモン不思議のダンジョン 炎の探検隊』 溝渕誠 (ISBN 978-4-09-140670-5)
- 『ポケモンクイズパズルランド ピカチュウは名たんてい』 須藤ゆみこ (ISBN 978-4-09-140680-4)
- 『ピカチュウのかくれんぼ』 須藤ゆみこ
- 『ピカチュウVSエビワラー』 須藤ゆみこ
- Webコミック『Wミッションストーリー ポケモンレンジャー the Comic』 日下秀憲、山本サトシ
- Webコミック『ポケモン不思議のダンジョン 時の探検隊・闇の探検隊』 杉森建
- 『快盗!ポケモン7』 あさだみほ
- 『ポケットモンスター RéBURST』 楠出尽、田村光久
- 『究めろ!! ポケモンB・W』
- 『ポケットモンスターB・W 炎雷の英雄』
- 『ポケットモンスターB2・W2~新たなる伝説~』
- 『ポケットモンスターB・W グッドパートナーズ』 険持ちよ、七月鏡一 (ISBN 978-4-09-141680-3)
- 『ポケットモンスター PiPiPi★アドベンチャー』 月梨野ゆみ
- 『ポケットモンスター チャモチャモ☆ぷりてぃ♪』 月梨野ゆみ
- 『ポケットモンスター 〜リコの宝物〜』 おりとかほり
- 『ポケットモンスター 〜よりみちぼるてっかーず!!〜』 喜瀬りっか
- 『ポケットモンスター　ココ』

#### 絵本
- ポケモンえほん
- 『なかよし3びき ポケモンたびにっき』 文 - カサハラチュウ 絵 - よしのえみこ
- 『ポケットモンスター ピカブイのほっこりDAYS』 作 - すずきさなえ 絵 - ふじのきともこ
- ＜モンポケえほんシリーズ＞ピカチュウとはじめてのともだち　作 -まつおりかこ
- ＜モンポケえほんシリーズ＞ピカチュウとよるのたんけん　作 -まつおりかこ

#### 雑誌
- ポケモンワンダーランド（小学館） - 不定期雑誌
- ポケモンファン（小学館） - 不定期雑誌
- Pokémon イーブイとあそぼう!（宝島社）
- monpoké 2021 AUTUMN/WINTER COLLECTION BIG MULTI POUCH BOOK（宝島社）
- monpoké 3rd anniversary 収納ケース BOOK （宝島社）
- るるぶ ポケモンローカルActs（JTBパブリッシング）

#### その他の書籍
小説「ポケットモンスター The Animation」シリーズ（スーパークエスト文庫）
アニメ初期にシリーズ構成を務めた首藤剛志著書の「小説版ポケットモンスター」。アニメ第1話から第7話までの内容がノベライズされている。
- 『ポケットモンスター―The animation (Vol.1) 』 ISBN 4-09-440541-0
- 『ポケットモンスター―The animation (Vol.2) 』 ISBN 4-09-440542-9

ゲームブック「ポケットモンスター」（アスペクト、ファミ通ゲーム文庫）

## 用語
この項目ではゲームおよびアニメ上のことについて記載する。実際のイベントや施設についてのことではない。

### 地名
ポケモンの舞台となっている「地方」は、現実に存在する地域がモデルになっているとされる。
| 地方                      | モデル                                   |
| ------------------------- | ---------------------------------------- |
| カントー地方              | 関東地方                                 |
| ジョウト地方              | 東海-近畿地方-四国地方（徳島県・香川県） |
| ホウエン地方              | 九州地方-琉球諸島                        |
| シンオウ地方 / ヒスイ地方 | 北海道本島等                             |
| イッシュ地方              | アメリカ合衆国ニューヨーク州             |
| カロス地方                | フランス(上半分)                         |
| アローラ地方              | ハワイ                                   |
| ガラル地方                | グレートブリテン島                       |
| パルデア地方              | イベリア半島                             |

### ポケモンについて
ポケットモンスター（ポケモン）
作中に生息する不思議な生物。小さくなる習性を持ち、モンスターボールで捕獲することが可能である。2025年3月までで1025種が確認されている。
生物学上の細かい定義は不明なことがほとんどである。

ポケルス
ポケモンが発症する病気、およびその病原体であり、それに感染する確率は色違いの出現確率をはるかに下回る。感染すると、得られる努力値が感染していない状態の2倍に増える(治癒しても効果は残る。治癒した後は、抗体ができて感染しなくなる)。

### ポケモンに関する職業
ポケモントレーナー
ポケモンを育て戦わせる者を指す言葉。後述のポケモンコーディネーターやポケモンブリーダーとは区別される。
園児から老人まで、老若男女を問わない。トレーナーたちは「むしとりしょうねん」、「たんぱんこぞう」、「りかけいのおとこ（理科系の男）」や「ミニスカート」といった肩書きによって使うポケモンの傾向が分かれる。
『大乱闘スマッシュブラザーズX』では、「ポケモントレーナー・男の子」という名で『ポケットモンスター ファイアレッド・リーフグリーン』の男の子主人公のデザインのキャラクターが登場している。
『大乱闘スマッシュブラザーズ SPECIAL』では、「ポケモントレーナー・女の子」という名で『ポケットモンスター ファイアレッド・リーフグリーン』の女の子主人公のデザインのキャラクターが登場している。
ポケモン博士（ - 研究者）
ポケモンを研究する者。特に携帯獣学科の博士号を取得している学者を指す。また、フィールドワークを中心にポケモンの研究や観察を行う者を特にポケモンウォッチャーと呼ぶ。
生態学に限らずポケモンとの共生に関して研究するものも多く、絶滅危惧種のポケモンに関しては保護を行う者もいる。
一方でポケモンの能力を悪用しようとするなど、危険な思想を持つマッドサイエンティストも存在する。
ジムリーダー
ポケモンの強さを競うための施設「ポケモンジム」の責任者であり、最高の実力を持つ者。RPGのボスの役割を果たしている。
ポケモンリーグを取り扱わない作品（『LEGENDS アルセウス』と大半の外伝作品を該当）を除く、後述のアローラ地方(第7世代)以外の各地方にそれぞれ8人以上いる。
ジムリーダーの仕事はジムへの挑戦者と戦い、挑戦者が勝てばジムバッジを授与することである。また、ジムのある町の代表として、治安の向上に努める役割を務めることもある。なお、副業を営むのは任意であり、イッシュ地方のジムリーダーはアイリスを除く全員が他の職業を兼任している。
各ジムリーダーは、1つのタイプを得意としていることがほとんどであるが、トキワジムのグリーンのように一部例外もある。
アローラ地方ではポケモンリーグはストーリー開始時点はまだ設立していない関係上、ポケモンジムやジムリーダーが存在しない。代わりにそれに当たるのが「キャプテン」や「しまキング・しまクイーン」であり、キャプテンはしまめぐりの試練・しまキング・しまクイーンは大試練を与え、それをクリアすることでジムバッジの代わりにZワザを発動させるためのゼンリョクポーズや試練達成のスタンプが与えられる。

四天王
8個のジムバッジを集めること（アローラ地方のみ4つの島の試練）で挑戦できるポケモンリーグで戦うことになる、4人のトレーナー。4人全員を倒すことでチャンピオンに挑める。なお、ガラル地方(第8世代)ではリーグ開催形式の関係上四天王自体が存在せず、ライバルキャラと一部のジムリーダーが四天王に当たる役割を担うこととなる。
第4世代までは挑む順番が制限されていたが、第5世代〜第7世代は任意の順で自由に挑めるようになった。これに伴い、第4世代までは四天王が奥に進むにつれて強くなっていったが、第5世代〜第7世代は4人の四天王の持つポケモンのレベルの組み合わせが等しい。
第9世代ではパルデア地方のポケモンリーグと、ブルーベリー学園のブルベリーグの四天王がそれぞれ4人が存在している。前者の仕様は第4世代までのポケモンリーグ四天王とほぼ同じだったが、後者はそれぞれの「四天王チャレンジ」を合格すると挑戦できるようになる。
チャンピオン
ポケモンリーグの頂点に立つトレーナー。チャンピオンになる条件については地方ごとに異なっているが、該当地方の四天王および現チャンピオンを倒すことでチャンピオンになることが多い。なお、チャンピオンになる同時に該当トレーナーおよび使用したポケモンが「殿堂入り」となる。
第6世代以前では殿堂入り後、引き続き挑戦者としてチャンピオンに挑戦できるようになるが、第7世代以降では一度殿堂入りになるとストーリー上でもチャンピオン扱いが継続される。
パルデア地方ではチャンピオンの扱いはやや特殊で、他地方のようなポケモンリーグの頂点に立つ者ではなく、あくまでパルデア地方のトレーナーのランクのひとつになっているため、作中においてはチャンピオンが複数名存在している明確な描写がある。また、「トップチャンピオン」として、新たにチャンピオントレーナーの認定を担っているチャンピオントレーナーが存在する。
ポケモンコーディネーター
ポケモンコンテストに出場し、優勝することを目的にポケモンをより魅力的に魅せる演技を追求するトレーナーを言う。
ポケモンブリーダー
ポケモンの健康管理を中心に、技術的な面においてあらゆる方面にポケモンを育成・訓練するトレーナーを言う。あるテーマに沿った大会が開かれることも多い。
ポケモンレンジャー
自然・ポケモン保護を目的として「キャプチャースタイラー」などでポケモンと協力した活動する職業、または就いている人。
点在するレンジャーベースを拠点に、災害などの際はレスキュー活動も行う。警察とも連帯しており、行政的な依頼にも対応している。

ポケモンハンター
アニメ版に登場。他人のポケモンや野生のポケモンを強奪し、依頼主などに売りさばく職業、または就いている人。ポケモンのゲット自体は認められているが、モンスターボール以外での捕獲や保護されたポケモンを捕獲するのは違法行為である。作中にはそのような行為を大々的に行う犯罪者がいるとされ、警察やポケモンレンジャーと敵対している。

ポケモンドクター
アニメ版に登場。ポケモンの治療や診察を行う、ポケモン専門の医師。ゲーム中には「ドクター」「ナース」というトレーナーがいるが、ポケモンを治療するものか人間を治療するのかは明示されていない。
ポケモンソムリエ
アニメ版に登場。ポケモンとトレーナーの相性の診断や、友好を深めるためのアドバイスを行う職業、または就いている人。女性の場合は「ポケモンソムリエール」と呼ばれる。
イッシュ地方が発祥の地であり、デント曰くイッシュ地方以外ではあまり知られていない職業とのこと。S・A・B・Cの4クラスがある。
ポケモンパフォーマー
アニメ版に登場。トライポカロンに出場し、ポケモンの魅力やポケモンとのパートナーシップを、パフォーマンスで魅せるトレーナーを言う。出場条件は女性のみ。
優勝者には、ポケモンパフォーマーのトップとして「カロスクイーン」の称号が与えられる。

世界王者
アニメ版に登場。全世界から数万人のポケモントレーナーが世界一のタイトルを目指す夢の祭典、「ポケモンワールドチャンピオンシップス」において、シーズンの最後に行われる、ランキング上位8人(通称:マスターズエイト)が出場できる「マスターズトーナメント」において、3回勝って優勝したトレーナーに贈られるポケモンバトル最強の称号。
この称号は、公式戦無敗と脅威の強さを誇っていたガラル地方のチャンピオンであるダンデが所持していたが、アニメ新無印において、決勝戦でサトシとダンデのフルバトルの末、ダンデに勝利したサトシがその称号を所有する事になった。

### ポケモンに関するイベント、大会
ポケモンバトル

ポケモントレーナーが互いの持つポケモンを戦わせること。ゲーム内においては「ポケモン勝負」と表記される。ポケモンがトレーナーの指示に従ってバトルするが、ポケモンが自らの意思で単独で行う場合もある。
個体差こそあれほとんどのポケモンは戦うことを拒むことはしない。『プラチナ』でのアカギの手記によると、ボールで捕まえたポケモンは本来の力を発揮できていないらしい。
ポケモンリーグ
ポケモンリーグの設定については作品ごとに異なっている。
ゲーム版での設定
バッジを8個集めたトレーナーのみ参加することができる、ポケモントレーナーの頂点を競う場所。セキエイ高原に本部がある。ここにいる四天王とチャンピオンを倒すことで殿堂入り・エンディングを迎えることが多い（例外もある）。
一度突入すると、全員に勝利するか途中で敗北するまで引き返すことはできない。『ファイアレッド・リーフグリーン』以降、2周目以降の四天王・チャンピオンのレベルが上がっているバージョンも存在する。
四天王が存在しない『ソード・シールド』のポケモンリーグでは、アニメ版と同じように、バッジを8個集めたトレーナーとジムリーダーのトーナメント戦となり、そこで勝ち抜いた者がチャンピオンとバトルし、勝利すれば殿堂入りとなる。なお、トーナメント途中で一旦引き返すことが可能になる。
新たにポケモンリーグを設立するにはポケモンリーグ本部の承認が必要であり、ポケモンリーグ招致を主導する人物はジムリーダーとバトルするなどの試験があるらしい。
アニメ版での設定
各地方で開かれる、ポケモンバトルの大会の総称。1つの地方につき8箇所以上のポケモンジムで勝利を収め、ジムバッジを8個以上集めるか、認定試験に合格するなどして一定の条件を満たすことで出場できる、ポケモンバトルの頂上決戦。決勝トーナメントは各大会のメイン会場であるポケモンスタジアムで開かれる。
大会は少なくとも年に1度は開催され、開催地の街はお祭りのような賑わいを見せる。
また、この上にリーグ戦優勝者のみが集うリーグ戦も存在し、その更に上にゲーム同様、四天王やチャンピオンと戦うチャンピオンリーグも存在している。
オレンジ諸島においては、ポケモンバトルの大会として「オレンジリーグ」というものが存在する。オレンジ諸島のジム戦は特殊で、他の地方とは形式が異なることが多い。オレンジ諸島サザンクロスと言われる4人のジムリーダーに挑戦し、4つの貝殻でできたジムバッジを集め、最後にカンキツ島のスタジアムで開かれるウィナーズカップでオレンジリーグのジムリーダーの頂点に立つ「オレンジリーグヘッドリーダー」とバトルし、勝利すれば殿堂入りとなり、オレンジリーグの名誉トレーナーと認められる。
アローラ地方にはリーグはなかったが、ククイ博士の提案によって開催された。なお、エキシビションマッチ以外はフルバトルはないので、それまで手持ちを6匹揃える必要はない。
ポケットモンスターSPECIALでの設定
『ポケットモンスターSPECIAL』ではトーナメントを勝ち進んで最強を決める単純なルールのセキエイリーグや、トーナメント決勝で勝った者が四天王・チャンピオンに挑む権利を得ることができるというサイユウリーグの形態が紹介されている。
また第3章以降、その地方のバッジを8個集めたトレーナーには、予選を無視して本戦トーナメントに無条件出場できる権利が与えられる。

ポケモンワールドチャンピオンシップス
アニメ版に登場。世界から数万人のポケモントレーナーがポケモンバトル世界一を目指す夢の祭典。
ポケモンリーグと違い、参加資格に定めがなく、ポケモンを所有しているトレーナーであれば誰でも参加することができる。
この大会はカテゴリーが分かれており、ランキング1~8位がマスタークラス、9~100位がハイパークラス、101~999位がスーパークラス、それ以下がノーマルクラスとなっている。
バトルに勝つとランキングが上がり、負けると下がり、引き分けるとそのままという非常にわかりやすいシステムとなっている。同じクラス同士しか対戦できないが、ハイパークラス9位とマスタークラス8位による入れ替え戦のみ違うクラスで対戦できる。
ノーマルクラス~スーパークラスでは大抵の試合が野良試合でスマホロトム等を使用したマッチングシステムで試合が組まれ、両者が合意したらドローンロトムの審判のもと、バトルが行われる。
ハイパークラス以上になると、大会運営が対戦相手を決め、トレーナーに通知を送る仕組みになっている。
なお、ハイパークラス以上ではスタジアムでのバトルになる。
なお、シーズンの最後には、ランキング上位8人(通称:マスターズエイト)が出場できる「マスターズトーナメント」が開催され、世界王者の称号をかけてシュートスタジアムでマスターズエイト同士のトーナメント戦が行われる。
ポケモンコンテスト
ポケモンをより魅力的に魅せる演技を競い合う大会。ホウエン地方・シンオウ地方で盛んである。

ポケモンビューティーコンテスト
アニメ版に登場。ポケモンブリーダーの大会の一つ。ポケモンの真の美しさを一番引き出せたブリーダーがこの大会で優勝すると言われている。
トライポカロン
ポケモンの魅力やポケモンとトレーナーのパートナーシップを魅せる演技を競い合う大会。カロス地方で盛んである。

### ポケモンに関する施設
ポケットモンスターには、ポケモンに関わる様々な施設が登場する。以下にその施設を紹介する。
ポケモンセンター
ポケモンの治療や回復を無料で行う施設。ほぼ全ての町や一部道路上にある。モンスターボールに入ったポケモンを預けると、瞬時に治療がなされる。また、据え置きされているパソコンを使ってポケモンを預けたり引き出したりすることもできる。
通信対戦や通信交換をする際にも利用することになる施設である。『ダイヤモンド・パール』（第四世代）以降ではWi-Fi通信施設ができているが、『X・Y』（第六世代）では廃止されている。
現実のポケモングッズ専門店の名前にも使われている（→ポケモンセンター）。
アニメ版の設定
アニメ版においては、ポケモンの体力回復やポケモンの交換以外にも、モンスターボールの整備、トレーナーの宿泊、レストランもある設定になっている。各地に数多く点在し、書籍によっては「どの町にも必ずある」とされていることもあるが、劇中ではポケモンセンターが存在しない町もある。
基本的に施設の利用は無料とされているが、無印5話のニビジムのポケモンセンター内のレストランで食事をしていた際にサトシはカスミの提案を断ったために怒ったカスミがレストランの金額代を押し付ける描写もある。
センターの管理は、基本的に女医のジョーイと専門学校を卒業したナースポケモン・ラッキーが行う（イッシュ地方ではタブンネ、カロス地方ではプクリン、アローラ地方ではハピナスとキュワワー）。
センター周辺の自然環境やそこに住む野生のポケモン達を保護するのも、ポケモンセンターの重要な役割である。
センターによっては、前述の基本的な設備だけでなく、ポケモンバトルやポケモンコンテストの会場を完備し、立地によっては温泉を備えた施設もある。またポケモンリーグなど大規模な大会が行われる際には、臨時のセンターが設けられることもある。
転送マシンでポケモンを送ることができるがゲームではマサキなどマシンを作った人のところへ送られるのに対し、アニメではオーキド博士など図鑑をくれた人物のところやハルカやシンジのように実家にポケモンを預けている所へ送られることが多い。センター内での緊急事態の状況下では、トレーナーから預かっているモンスターボールを最寄りの街のポケモンセンターへ転送し、一時的に待避させることもできる。

ポケモンジム
ポケモントレーナーがポケモン同士を戦わせ修行を積む道場のような施設で、ひとつの地域に8個ずつ存在する。プレイヤーはジム内にいるトレーナーと戦って勝ち進まなければならない。そして各地のジムに原則として1人ずつ「ジムリーダー」がおり、最終的に彼らを倒すことでバッジと景品が進呈される。
各地のジムリーダーを倒すことは『ポケットモンスター』における目的の1つである。
アローラ地方には前述の通り、ポケモンジム自体が存在しない。それにあたるのが「島めぐり」の試練・大試練である。
内装はリーダーのタイプや職業に応じたものや街を代表した仕掛けにちなんでいるものが多い。上層には住民のNPCが対戦を見物しているが、一部のジムを除いてはバグ技や特殊技能を使わないと客席に行けないため観客と会話はできない。
アニメ版の設定
アニメ版では、ゲームに登場するジム以外に、多数のアニメオリジナルのポケモンジムが存在することが明示されている。また、バッジをもらえるのはポケモンリーグ公認ジムのみで、非公認のジムではバッジはもらえない。
ジムリーダーと挑戦者が使用できるポケモンの数があらかじめ決められている。また、ジムリーダーはポケモンが戦闘不能になるまで交代はできないが、挑戦者のポケモンの交代は自由に行える場合が多い。基本的にジムリーダーと挑戦者が使用できるポケモンの数は同じだが、一部のジムでは挑戦者の使用できるポケモンが多い場合がある。

フレンドリィショップ
ポケモンに関する道具を売っている店である。代表的な道具としてはポケモンの捕獲に必要な「モンスターボール」やポケモンの体力を回復する「キズぐすり」などが挙げられる。また、買う以外に自分が持っている道具を売ることもできる。第四世代以降ではゲーム外イベントでの配信アイテム・ポケモンの受け取りにも使われる。第5世代以降ではポケモンセンターに内包されており、カロス地方では街によっては右側の店員がいることがあり、わざマシン・特別のモンスターボールなどの商品が取り扱われている。店員は最初のころは1店舗につき1人だったが、第4世代から2人体制に変わっている。
店の規模はコンビニエンスストアと同程度の1階建てで、各町に存在する。なお、一部フレンドリィショップのない町・個人商店や後述のデパートになっている町もある。
ポケモンコンテスト会場
「ポケモンコンテスト」を行う施設で『ルビー・サファイア』より登場。同作から技がポケモンコンテストの5種目「かっこよさ」「かしこさ」「たくましさ」「かわいさ」「うつくしさ」に対応した5つのカテゴリに分けられるようになっており、ポケモンコンテストでは種目にあった技を披露して優勝を狙う。
またポケモンに「ポロック」や「ポフィン」を与えると5種目に対応した5種類のコンディションが上昇し、高得点が得られやすくなる。
デパート・百貨店・ショッピングモール
フレンドリィショップよりも大型の店で、カントー地方ではタマムシシティ（タマムシデパート・フレンドリィショップ本店）、ジョウト地方ではコガネシティ（コガネ百貨店）、ホウエン地方ではミナモシティ（ミナモデパート）、シンオウ地方ではトバリシティ（トバリデパート）といった大都市に存在する施設である。イッシュ地方では「ショッピングモール R9」として9番道路上に存在しており、移動は階段のみとなっている。カロス地方ではこのような施設は存在しておらず、それに相当する役割は先述した右側のフレンドリィショップ店員が担当している。
扱う商品がポケモン関連のものであるだけで、一般にデパートと呼ばれるものと構造は同じ。複数階に渡る構造になっており、階段、エスカレーターかエレベーターを使って移動する。
フレンドリィショップよりも品数が豊富であり、「わざマシン」やポケモンに飲ませるための「栄養ドリンク」も購入できる。また屋上（トバリデパートの場合屋上が無いため5階）には、この作品では珍しい飲料の自動販売機が設置されている（『ブラック・ホワイト』では街などのあちこちに設置されている）。
『プラチナ』ではトバリデパートに地階が追加されており、そこでポフィンが販売されている。これはポロックやポフィンを作らずに入手できる唯一の機会でもある。
地下商店
ジョウト地方のコガネシティにのみ存在する。普通の店の商品と異なり、特殊な物が販売されているケースが多い。また普通の商品が安売りされていることがある。
市場
他ではあまり売っていない道具が販売されており、ホウエン地方のカイナシティ（カイナ市場）、シンオウ地方のナギサシティ（ナギサ市場）、ジョウト地方のサファリゾーン（露店）、イッシュ地方のホドモエシティ（ホドモエのマーケット）に存在する。
カイナ市場では秘密基地に置くグッズや栄養ドリンク・わざマシンなどを販売している。ナギサ市場ではボールカプセルに付けるシールが売られている。サファリでは栄養ドリンクや特殊なモンスターボール、ホドモエのマーケットでは漢方薬やおこう・モーモーミルクがそれぞれ販売されている。
ジョウトのサファリ・ホドモエのマーケットを除いて「がんばリボン」をもらうこともできる。
サファリゾーン
サファリゲームの会場。サファリゲームとは有料のポケモン捕獲用施設で、料金を支払い専用ボールが尽きるか制限歩数が尽きるまでサファリゾーン内のポケモンを捕獲できる。施設内ではポケモンバトルができず、主人公専用のコマンドでポケモンを捕獲する事になる。GBA版まではサファリゾーン内で出現するポケモンは固定だったが、DS版では日によって出現ポケモンが変わるようになった。
『ハートゴールド・ソウルシルバー』ではサファリゾーン内のマップそのものやギミックを置き換えることによって出現ポケモンが変わるようになり、以前に比べて出現するポケモンの種類が大幅に増えた。同作では通信によって他のプレイヤーが作ったサファリで遊ぶこともできる。
シリーズ中、『金・銀・クリスタル』『ブラック・ホワイト・ブラック2・ホワイト2』『サン・ムーン・ウルトラサン・ウルトラムーン』では、サファリゾーンが登場しない。『X・Y』では『フレンドサファリ』として登場し、フレンドコードを登録した友達のサファリに入ることができる。どのタイプか、どのポケモンが出るかはフレンドにより異なり、最大3匹出現する。ここに出現するポケモンは全てレベル30で、隠れ特性を持っていることがあり、内部ステータスも二箇所が最大値になっている。なお、従来のサファリゾーンとは異なりバトルをしてポケモンを捕獲するというシステムになっている。また『オメガルビー・アルファサファイア』でもリメイク前と違って入場料、サファリボール、歩数制限が廃され、通常のバトルとなっている。
バトルタワー
対戦を行うことができるポケモンの対戦施設。『クリスタル』『ルビー・サファイア・エメラルド』『ダイヤモンド・パール・プラチナ』『ハートゴールド・ソウルシルバー』『ソード・シールド』『ブリリアントダイヤモンド・シャイニングパール』で登場（『エメラルド』『ハートゴールド・ソウルシルバー』ではバトルフロンティアの施設の1つとして登場）。
バトルサブウェイ
『ブラック・ホワイト』のライモンシティにあるギアステーション。列車の中では1両ごと、計7両の中でトレーナーとのバトルを勝ち抜いていく。要はバトルフロンティアにおけるバトルタワーとルールはほぼ同じ。7勝毎に駅に着き、連勝数に応じてBPが得られる。シングル、ダブル、マルチの3種類あり、それぞれノーマルとスーパーがある。ノーマルは21戦目にサブウェイマスターと戦って終了となり、スーパーはエンドレスで、49人目に本気を出したサブウェイマスターが登場する。サブウェイマスターはシングルがノボリ、ダブルがクダリ、マルチはその両者が登場する。
なお、バトル施設とは別にカナワタウン行きの列車もここから出ている。
バトルハウス
キナンシティとバトルリゾートにある『X・Y』『オメガルビー・アルファサファイア』におけるバトル施設。バトルサブウェイ同様にノーマルとスーパーがあり、トリプルバトルとローテーションバトルも追加された。トリプルでは6体、ローテーションでは4体をエントリーさせる。ノーマルは20連勝でバトルシャトレーヌに勝てば終了、スーパーがエンドレスで、50人目に本気を出したバトルシャトレーヌが登場する。今までのバトル施設と違い、1勝毎にBPが獲得でき、そこで中断も可能。中断した後も連勝記録は途切れる事はなく、再開後も連勝記録から継続してバトルが可能。
バトルツリー
ポニの険路の最奥部にある『サン・ムーン・ウルトラサン・ウルトラムーン』におけるバトル施設。形式はバトルハウスと同様だが、ゲームシステム上トリプルバトルとローテーションバトルは廃されている。レジェンドトレーナーとしてシングルバトルではレッドが、ダブルバトルではグリーンが、マルチバトルでは両者が出現する。ノーマルでは20連勝でレッドまたはグリーンに勝てば終了、スーパーがエンドレスで、50人目に本気を出したレッドまたはグリーンが登場する。またスーパーで一定数連勝を重ねると、本編に登場したキャラおよびシロナやミツルといった過去のシリーズのキャラが登場することがあり、勝つとマルチバトルで仲間にすることができる。『ウルトラサン・ウルトラムーン』では、ノーマルランクではプレイヤー側にレベル制限がない（対戦相手は一律レベル50のまま）。
バトルフロンティア
様々な対戦を行うことができるポケモンの対戦施設。『エメラルド』『プラチナ』『ハートゴールド・ソウルシルバー』に登場。「バトルタワー」「バトルファクトリー」など複数の施設から成り、各施設には「フロンティアブレーン」というリーダーが存在する。
バトルテント
ホウエン地方において町中にあるバトルフロンティアと同等のルールの勝負を楽しめる場所。違うのは下限レベルが30に定められていること。『エメラルド』のみ登場。

ポケスロンドーム
ポケスロンの会場。ポケスロンとは『ハートゴールド・ソウルシルバー』で登場した、人間の世界で言うトライアスロンのようなもので、トレーナーとポケモンが一体となって様々な競技を行うスポーツ競技。
ポケモンのパワー・スピード・スタミナ・ジャンプ・テクニックの5つの能力を全10種類の競技の中からコース毎に3種類行い、優勝を目指す。ゲーム上ではタッチペンを使用したサブゲーム。このゲーム用にコンテストでのポロックやポフィンのような「ボンドリンク」というぼんぐりから作る飲み物が登場し、この「ボンドリンク」を使うと対応した5種類の能力のいずれかが上下する。
能力はポケモン毎に上限と下限が固定されており、それぞれのコースに向き・不向きなポケモンは様々である。
成績に応じてスロンポイントが与えられ、さまざまな道具やポケスロンでのスコアが記録されたデータカードと交換することができる。
ポケモンバトルクラブ
アニメ版に登場。イッシュ地方の各所に存在する、ポケモントレーナー同士が自由にバトルすることができる施設。施設内の掲示板には各トレーナーのポケモンのプロフィールと、どのような相手と対戦を希望するかが登録されている。支配人（バトルマネージャー）はドン・ジョージ。
トレーナーズスクール
トレーナー志望者や初心者トレーナーがポケモンについて学ぶための学校。ゲーム中では基本的に序盤の町に存在している。
タマムシ大学
カントー地方のタマムシシティにある大学。校則や大学校歌（作詞：相田知美、作曲：たなかひろかず）が存在する。
原作ゲーム中にはその名前が登場せず、関連書籍や漫画作品、タイアップ企画でのみ確認できる。
1998年夏、小学館の学年別学習雑誌にて「タマムシ大学博士試験」を実施。成績優秀者には抽選で「りゅうのいかり」のわざを覚えたコイキングが、ゲームボーイソフト『赤・緑・青』用のデータとしてプレゼントされた。
オーキド博士が携帯獣学部教授を務める。また、モンスターボールが開発されるきっかけとなったニシノモリ教授もこの大学の教授である。
ポケウッド
タチワキシティ北にあるポケモン映画の撮影現場。シアターも完備されている。モデルはハリウッド。
撮影は脚本に沿った技の出し合いを行う。途中で台詞の選択が入る事もある。撮影を終えると自動でVFX処理され、シアターで公開できる。公開できる映画は8本。それ以上はどれか一つを公開終了させなければならない。
脚本通りに進め、プロデューサーの満足する台詞を選ぶほど評価が上がり、興行収入が高くなる。台本に沿わない行動をすると大抵は失敗になるが、行動次第で予想外の結末を迎えるカルトエンドも存在する。カルトエンドは更に興行収入が上がる。使用ポケモンはポケウッド制作側からのレンタルポケモンを使用するが、一度成功させたシナリオには自分のポケモンも使用可能になり、続編が撮影可能になる。
ポケモンスクール
アニメ『ポケットモンスター サン&ムーン』の舞台であるメレメレじまの学校。
黒星
ポケモンスクールに通っているトレーナーのポケモンがバトルで敗北するとそのポケモンに飾ってしまう黒い星。

### 悪の組織・悪役
ポケットモンスターには、悪事をはたらく組織が登場する。この組織と戦いのもゲームの目的のひとつである。登場する組織はバージョンによって異なる。同一組織でもバージョンによって目的が多少異なっていることもある。
『X・Y』までのゲーム本編作品には「伝説のポケモンを利用して自分の大きく野望を達成する」巨大な組織というストーリーの黒幕として登場することが多かったが、『サン・ムーン』以降のゲーム本編作品とゲーム本編以外の作品では小規模な迷惑行為だけを行う厄介者など大きく野望を持たない敵対組織、悪の組織にも関わらず主人公の手助けをしてくれる人、あるいはポケモンジムとライバル戦の延長線に位置している組織も登場するパターンやそもそも組織にも所属していない悪役もいる。
ゲーム本編で登場する悪の組織（敵対組織）・悪役
- ロケット団 - 『赤・緑・青・ピカチュウ・(ファイアレッド・リーフグリーン・Let's GO ピカチュウ、イーブイ)』、『金・銀・クリスタル・(ハートゴールド・ソウルシルバー)』
- マグマ団・アクア団 - 『ルビー・サファイア・〔エメラルド〕・(オメガルビー・アルファサファイア)』
  - ただし、エメラルド以外の作品では2組織のうち一方は味方になる。
- ギンガ団 - 『ダイヤモンド・パール・〔プラチナ〕・(ブリリアントダイヤモンド・シャイニングパール)・[LEGENDS アルセウス]』
  - 『LEGENDS アルセウス』では同名の組織が登場したが、味方となっている。
- プラズマ団 - 『ブラック・ホワイト』
- プラズマ団・ダークトリニティ - 『〔ブラック2・ホワイト2〕』 ※ブラック2・ホワイト 2に登場する『アクロマ』はプラズマ団のリーダであるが、味方である。ただ、この人以外は敵。
- フレア団 - 『X・Y』
- スカル団・エーテル財団 - 『サン・ムーン・〔ウルトラサン・ウルトラムーン〕』
- レインボーロケット団 - 『〔ウルトラサン・ウルトラムーン〕』
- エール団、マクロコスモス社 - 『ソード・シールド』
- 野党三姉妹 - 『LEGENDS アルセウス』
- ウォロ（悪役） - 『LEGENDS アルセウス』
- スター団 - 『スカーレット・バイオレット』

※()…リメイク版 〔〕…マイナーチェンジ版 ［］…LEGENDSシリーズ

ゲーム本編以外で登場する悪の組織（敵対組織）
- スナッチ団、シャドー - 『ポケモンコロシアム』『ポケモンXD』
  - 『ポケモンXD』ではスナッチ団がシャドーと縁を切っていることから味方となっている。
- ゴーゴー団 - 『ポケモンレンジャー』
- グレートロケット団(GR団) - 『ポケモンカードGB2』
- フォボス軍 - 『ポケモントローゼ』
- 仮面の男一味 - 『ポケモンSPECIAL
- グレートガベル - 『ポケットモンスターReBURST』
- ヤミヤミ団 - 『ポケモンレンジャー バトナージ』
- ポケモンナッパーズ、ティーパーティー - 『ポケモンレンジャー光の軌跡』
- GOロケット団 - 『Pokémon GO』
- ブレイク団 - 『Pokémon Masters EX』
- エクスプローラーズ - アニメ『ポケットモンスター（アニメ第8シリーズ）』

## 関連商品
ポケモンカードゲーム（共通）
ポケットモンスターをモチーフにしたトレーディングカードゲーム。プレイヤーをポケモントレーナーに見立て、ポケモン同士のバトルをトレーディングカードゲーム形式の対戦で再現している。
ポケモンずかんカード
カードダスのブランドで発売されているカード。ゲーム要素はない。
ポケモンバトルカードe+
『ルビー・サファイア』にゲストトレーナーを呼び込んだり、特殊なアイテムを手に入れるためのカードe+。12種類のパッケージが存在する。
ポケモンコロシアム ダブルバトルカードe+
『コロシアム』にバーチャルトレーナーを呼び込むカードe+。4種類のパッケージが存在する。
ポケモンバトルカードe+ ファイアレッド&リーフグリーン
『ファイアレッド・リーフグリーン』のタイムアタック系イベント「トレーナータワー」を強化するカードe+。全44枚。読み込む枚数および順番によりトレーナータワーの内容と賞品が変化する。
ポケモンバトルカードe+ エメラルド
『エメラルド』の「トレーナーヒル」のタイムアタック系イベント「トレーナーヒル」を強化するカードe+。全66枚。概要は上記と同様だがマップ構造も変化させる。
ポケモーション
バトルえんぴつ
ポケモン シール烈伝
みつけてピカチュウ しっぽでバンバン
歴代悪事団体マジックインキ（寺西化学工業とのコラボレーション）
赤・緑・青・ピカチュウ〜X・Yまでの悪事団体のイメージカラーを揃えた8色セット。

## 関連施設、イベント

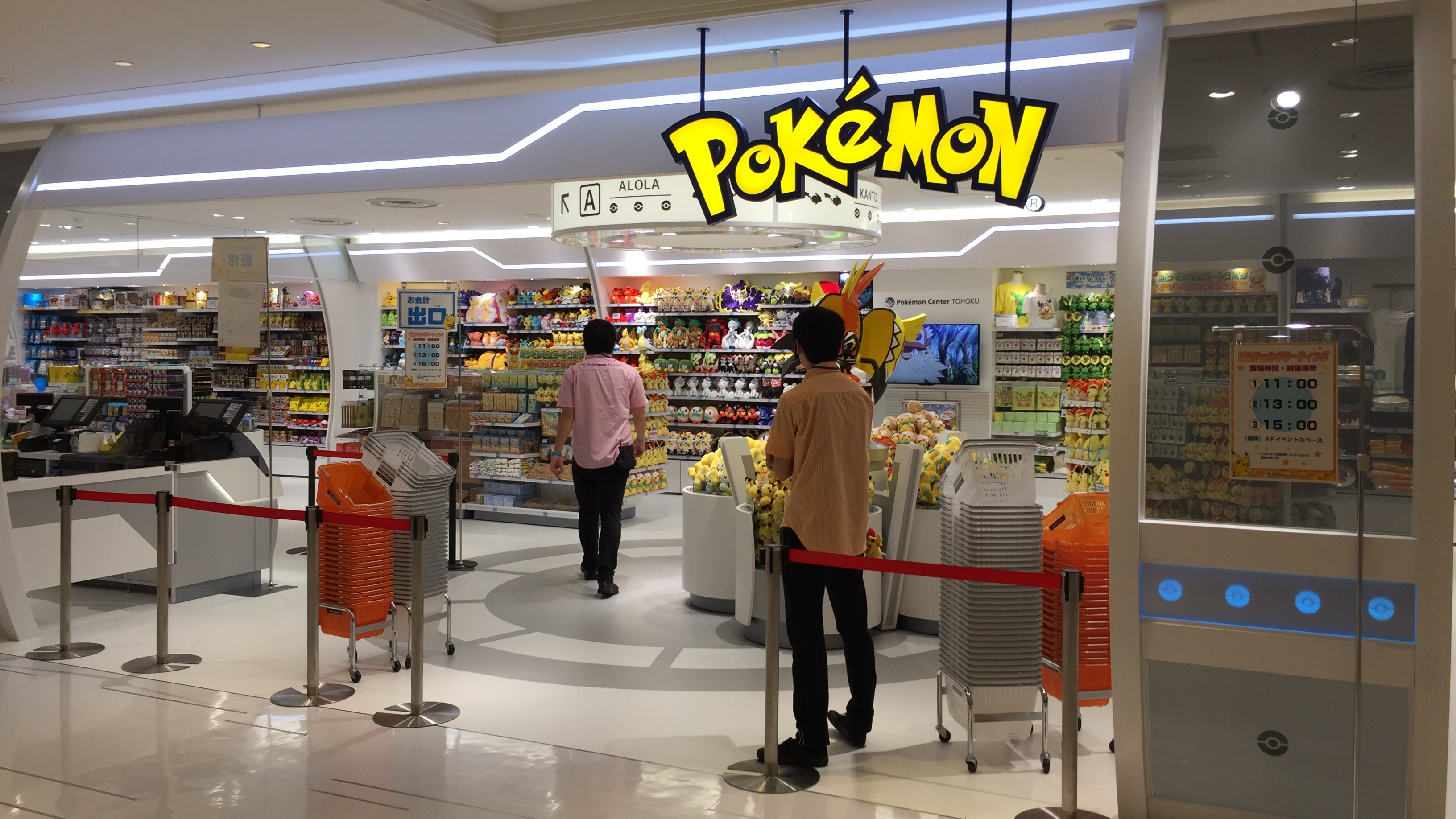
ポケモンセンタートウホク

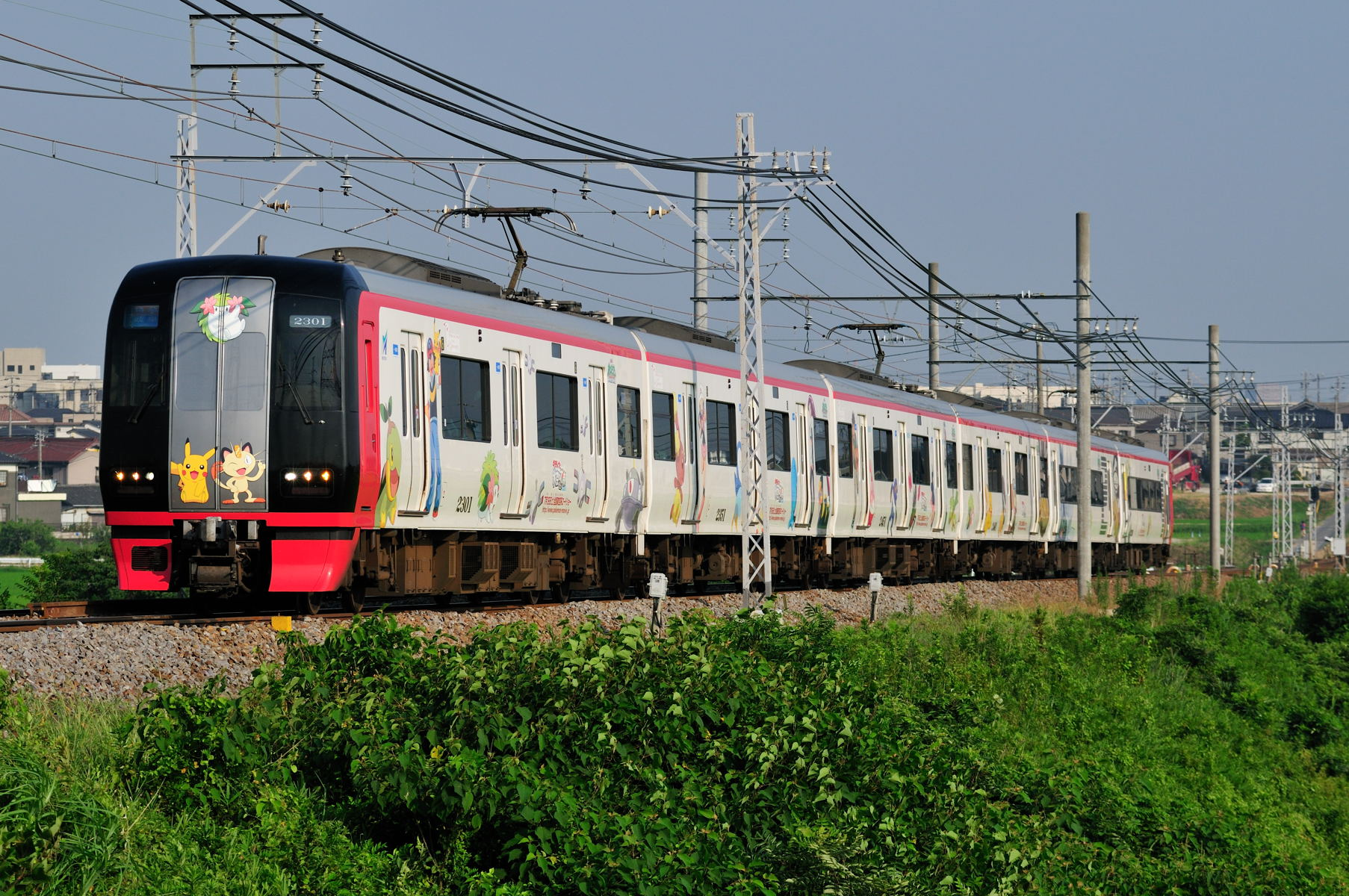
ポケモンのラッピングをした名鉄2200系電車（ギラティナ・シェイミ号）

指宿市に設置されたイーブイのマンホール蓋（ポケふた）

ポケモンセンター
オリジナルも含め、数多くのポケモングッズを取りそろえるショップ。ポケモンのキャラクター戦略の拠点として、各国・各地の店舗や移動型店舗、オンラインショップまで、多角的に展開する。名称の由来は、ゲーム内に存在する療養施設「ポケモンセンター」から。
ポケモンストア
上記ポケモンセンターの小型店舗として主要ターミナル内などで展開。
ポケモン化石博物館
ポケモンと全国の博物館とのコラボレーションによる、カセキから復元されるポケモン（カセキポケモン）の巡回企画展示。国立科学博物館・開催館が主催。
ポケモンセンターなつまつり・ふゆまつり
有名百貨店などで開かれる季節限定イベント。
ポケモン・ザ・パーク
ポケモンの作中の世界をモチーフにした遊園地。2005年に名古屋、2006年に台湾で開催。名古屋での詳細はPokémon The Park 2005を参照。
ポケモンEXPOジム
大阪府吹田市のEXPOCITY内にあった体験型施設。EXPOCITYと同時に2015年より開業。2017年に営業終了。
ポケモンフェスタ
小中高校の夏期休暇期間に開催される、ポケモンおよび任天堂ハードゲームの展示ショウ等のイベント。携帯ハードゲームやカードゲームの公式大会等も行われる。
JR東日本ポケモンスタンプラリー
小中高校の夏期休暇期間に開催される、首都圏におけるJR東日本の駅を舞台としたスタンプラリー企画。1997年から開催（2001年除く）。JR北海道やJR東海およびJR四国を除くJR旅客各社の他に名鉄など一部の私鉄や地下鉄でも実施。スタンプラリーを参照
セブン-イレブンポケモンスタンプラリー
2005年の夏から開催。セブンイレブンの店舗を回り、スタンプを集める。
ポケモン列車
JR東日本が上記のスタンプラリーの一環として、山手線でポケモンのラッピングをした列車をほぼ毎年夏に運行しているほか、名鉄でも2007年の春以降、新作映画の宣伝キャンペーンの一環として運行されている。2008年には、ポケモンジェットを運航しているANAとタイアップし、東北新幹線などJR東日本管内の新幹線車両にポケモンのラッピングを施した「ポケモン新幹線」を運行している。東北地方では下記にあるPOKÉMON with YOUの一環として「POKÉMON with YOU トレイン」も運行している。ポケモンローカルActsの一環では、みえ応援ポケモンのミジュマルのラッピング列車が近畿日本鉄道と伊勢鉄道で運行されている。
ポケモンジェット
1998年に初号機が全日本空輸から就航。近年、「そらとぶピカチュウプロジェクト」を実施。2023年から全日本空輸から特別塗装機「ピカチュウジェットNH」「イーブイジェットNH」がボーイングから就航した他、ANA出資エアライン（ソラシドエア、スカイマーク、AIRDOなど）とピカチュウ以外にロコンやナッシーの地域に根差したご当地ポケモンの塗装機が就航。また、国外の航空会社でポケモン特別塗装機を運航。
POKÉMON with YOU
「POKÉMON with YOU - ポケモンはいつもキミといっしょ -」は東日本大震災の復興支援としてスタート。募金活動、被災地をワゴンで訪問して、ポケモン映画の上映やポケモンを使った工作などで子供たちを笑顔にすることを目的としている。公式ウェブサイトでは活動の様子などを公開している。
ピカチュウ大量発生チュウ！
2014年から例年8月のお盆期間中に横浜みなとみらい地区で開催されている。2018年及び2019年には、イーブイの大行進も行われた。また、桜木町駅とのコラボレーションも例年行われている。2020年は中止され、代替イベントとして「ポケモンバーチャルフェスト」を開催した。
ポケモンオリジナルポスト
日本郵便が株式会社ポケモンと連携し、神奈川県横浜市内の2か所にオリジナルポスト3台を設置。横浜市役所前にピカチュウとイーブイ、横浜桜木郵便局前にポッチャマのオブジェが上部に取り付けられ、モンスターボールが描かれたポストが2021年7月から設置された。2022年6月30日までだったが、好評につき2026年6月30日までに延長。また、香川県高松中央郵便局前には「ヤドンのポスト」がある。
ポケモンワールドチャンピオンシップス
毎年開催されるポケモンゲームの公式世界大会で賞金（奨学金）付き。2023年8月、神奈川県横浜市にて国内で初めて開催された。
ポケモン竜王戦
2015年から現在まで5回開催。1回と2回は小学生までが参加対象であったが、3回大会からはその年齢制限がなくなった。2020年は中止され、2021年に『ポケモン竜王戦2020』として開催。
プロジェクトイーブイ
2017年11月20日に特別サイト、Twitter及びInstagramを開設し、同年11月21日に運営を開始したイーブイとその進化形8種類を応援するプロジェクト活動。Instagramは2018年12月21日活動満了。多数の企業とのコラボレーションや応援訪問見学、最新の情報の告知、グッズ展開、イーブイズの応援などを行なっている。株式会社ポケモンが運営しており、担当者は2021年3月から現在まで3代目（1代目：2017.11〜2018.12、2代目：2019.1〜2021.2）。イーブイマーチも有名。
プロジェクトポッチャマ
2021年3月9日に発足。2022年10月31日に活動満了。MV「It'll be fine!」や「Piplup Step」が有名。
ポケモンローカルActs
2018年4月以降に日本国内の地域（都道府県単位）で「推しポケモン」を選定し、両者の魅力を同時に発信する取り組み。イベントの実施や特産品とのコラボレーション商品の発売等が行なわれているが、キャラクター使用料は地域とポケモンそれぞれのファンを増やす相乗効果を考慮し、無償としている。
前述のPOKÉMON with YOUの立ち上げやポケモンGOによる地方への経済効果をきっかけに始動し、2019年7月に上記名称でポータルサイトを開設し、各地域の取り組みをまとめている。
ポケふた
ポケモンのキャラクターがデザインされたマンホールの蓋（ご当地マンホール）。2018年4月29日に「鹿児島県指宿市スポーツ・文化交流大使」として任命されたイーブイのマンホール蓋が2018年12月に指宿駅前に設置 されたことが実質上の前身となった。2019年7月に「ポケふた」の名称で日本国内各地への展開が発表され、以降はポケモンローカルActsの一環として扱われるようになった。2020年8月21日に100枚目のポケふたが町田市（田尻智の出身地）に設置された。
ラッキー公園
ラッキーを表象にした公園。第1号は福島県双葉郡浪江町道の駅なみえにて、2021年12月12日に開園予定。郡山市、河沼郡柳津町、会津地方大沼郡昭和村にも順次開設を予定している。ラッキーをモチーフにした複合遊具他、多種のポケモンの遊具が備えられている。2019年に福島県と連携協定を締結し、ラッキーは「ふくしま応援ポケモン」に任命されている。また、ポケモンの原作者でゲームクリエイターの田尻智の父は浪江町出身のため、これまで町に紅房桜を寄贈するなど故郷の復興の支援をしていた。『ラッキー×福島県公式サイト 』。

## 日本国外でのポケットモンスター
日本国外での展開
「ポケットモンスター」は1998年にE3に出展（一部のポケモンの名称が製品版と異なる）。同年9月7日にアメリカでテレビアニメの放送がスタートし、同28日にゲームボーイソフト『POKÉMON』が価格29ドル95セントで発売された。これを皮切りに、世界各国でテレビアニメの放送とゲームソフトの発売が開始された。英語版YELLOW（和名 - ピカチュウバージョン）はゲームソフトにおけるミリオンセラーの最短記録としてギネス・ワールド・レコーズに掲載されている。
1999年11月12日に映画『Pokémon The First Movie』（日本版名 - 『ミュウツーの逆襲』）が全米3000館で公開され、興行収入8000万ドル、その他の国々で9100万ドルを記録した。この作品のサウンドトラックCDは初回出荷枚数100万枚を突破し、全米チャート8位を記録した。
スマホゲーム「Pokémon GO」が2016年7月にアメリカ、オーストラリア、ニュージーランドで先行配信され、その後世界的な社会現象を引き起こした。
2001年にロシアの子供番組『Спокойной ночи, малыши!』（『おやすみ子供たち』、『おやすみなさい、子供たち！』、英語版）のロシア公共テレビでの放送が打ち切られた際、日本では「ロシアの代表的子供番組が『ポケモン』に敗れた」という報道がされた。
アメリカのパレードイベント「Macy's Thanksgiving Day Parade」に巨大バルーンを提供しており、2021年現在第4版まである。第4版は、25周年を記念してピカチュウの他に、イーブイが加わっている。
日本以外での「ポケットモンスター」の名称
アメリカで『Monster in My Pocket』という商標が既に登録されていたため、多くの国々では「ポケットモンスター」ではなく、タイトルの省略形である「ポケモン (POKÉMON) 」を採用した。日本国内版においても『ルビー・サファイア』以降はこの英語表記を用いている。
Éの上のアクセント記号は、このEが黙字でなく、発音をもつEであることを表すもので、公式では原則として必ずアクセント記号が付加される。発音は[ˈpoʊkeɪˌmɒn]もしくは[ˈpoʊkɪˌmɒn]。
中国語においては意訳が採用されており、台湾では『神奇寶貝』（訳 - 不思議ベイビー）、香港では『寵物小精靈』（ペット妖精）である。正式に翻訳される以前は『口袋怪物』等の直訳が用いられることもあった（口袋はポケットの意）。2015年7月10日から中国では『精霊宝可夢』（宝可夢はポケモンの音訳）という正式作品名が採用された。

## 関連ニュース・話題
バンダイのアンケート
バンダイが1998年に実施した「好きなキャラクター」のアンケートで、『ポケットモンスター』が男児・女児共に第1位を獲得した。支持率は男児27.7%、女児27.4%。
ポケモンおじさん
2000年頃にかけてポケモン関連のテレビCMにレギュラー起用されていた綿引勝彦は当時、ファンの間から「ポケモンおじさん」と呼ばれていた。ヤクザ映画やNHK大河ドラマにも多数出演している強面の綿引がポケモンゲームにはまっていく様子を愛嬌たっぷりに描いたCM群は、当時大きな話題を呼んだ。
『ピカチュウげんきでちゅう』TVCM（1998年末、綿引初登場）
『ポケモンスナップ』TVCM（1999年春）
この時の綿引を再起用したことにより、「ポケモンおじさん」というキャラクターが明確になっていく。
『ポケモンスタジアム金銀』のCMを最後に担当が替わり、以降は別のタレントが起用された。
一般社団法人日本記念日協会の記念日認定
2018年11月21日に『イーブイの日』、2020年2月27日に「Pokémon Day』が上記協会の記念日として登録された。『イーブイの日』は、「11（イー）月21（ブイ）日」と語呂合せからファンの間で親しまれ、2017年には公式公認となった。また、公式応援プロジェクト「プロジェクトイーブイ」のサイト及びTwitterやInstagramの公認開設日でもある。21日や21日を含む週間には、イーブイに関するイベントが行われたり、動画や投稿が配信されたりする。『Pokémon Day』は、『ポケットモンスター』シリーズの第1作『ポケットモンスター 赤・緑』が発売された1996年2月27日を記念としており、「Pokémon Presents」の配信や著名なアーティストとのコラボ、ポケモン人気投票など各種イベントが毎年開催されている。
「水の日」大使
「水の日（8月1日）」は、平成26年に制定された水循環基本法において、国民の間に広く健全な水循環の重要性についての理解と関心を深める日として位置づけられ、その応援大使として、みずタイプで、とくせいが「ちょすい」である「シャワーズ」が任命された。
オタク用語辞典への収録
三省堂が2023年11月に刊行する『オタク用語辞典 大限界』（名古屋短期大学小出ゼミ〈2022・2023年度生〉著）では、「ポケモン界隈用語」だけを収録した章が存在する。
ポケモン経験者の脳活動についての研究
スタンフォード大学やカリフォルニア大学バークレー校、ペンシルベニア大学に所属する研究者らが2019年に発表した論文「Extensive childhood experience with Pokemon suggests eccentricity drives organization of visual cortex」では、5歳～8歳ごろに大量のポケモンを見た経験を持つポケモン経験者11人（平均年齢24.3歳、男性8人、女性3人）と、これまでポケモンのゲームをプレイしたことがないポケモン未経験者11人の脳活動を解析した結果、ポケモン経験者全員が腹側側頭皮質にポケモンを識別するための特有の脳活動パターンを形成していたことが判明したと報告された。

## 関連事件・批判
ポケモンが人気になる一方、様々な批判や衝突も起きている。日本国外では、思想や宗教観の違いによるものも起きている。

### 日本
- 1998年夏の同人誌即売会にて、ポケモンのキャラクターを用いたある同人誌が販売された。任天堂は1999年1月5日に著作権法違反（複製権侵害）で所轄の京都府警生活環境部に被害届を提出し告訴した。同月13日に京都府警が容疑者である作家を九州の自宅で逮捕後、京都まで容疑者を護送した[51]。容疑者は略式起訴され、罰金10万円の略式命令が下されている。詳細についてはポケモン同人誌事件を参照。

### 日本国外
- エスパーポケモン「ユンゲラー」に対し、「わるいユンゲラー」というポケモンカードを街で偶然拾った超能力者ユリ・ゲラーが名誉毀損として提訴。スプーンを曲げる超能力系キャラとして、自分のイメージを勝手に使われたとしてアメリカのロサンゼルス連邦地方裁で損害賠償を求めたが、「ユンゲラー」と称するキャラクターは日本のみで扱われている商品であり連邦法での訴訟は要件を満たさず、敗訴となった。ただし、2003年以降からユンゲラーのカードが出ることはなかった[52]。そして2020年11月28日、ユリ・ゲラー本人の公式ツイッター上において謝罪とカードの使用許可を任天堂に伝えたことが公開された[53][52]。また、「裁判中、任天堂の弁護士がユリ・ゲラーに『問題のキャラクターは超能力が使えますが、もしあなたと似ているとおっしゃるなら、今ここで超能力を使ってみせてください』と言い、ゲラーは超能力を示すことができず敗訴した」といった話がネットを中心に広まっているが、裁判記録からデマであることが後に判明している[54]。
- アメリカのアニメ番組『サウスパーク』で本作をパロディ化した話「チンポコモン」が1999年に放送された。強烈な諷刺が込められた話で、前述のポケモンショックをもネタに取り込んでいる。
- アメリカのアニメ番組『シンプソンズ』の第10シーズン第23エピソード「Thirty Minutes Over Tokyo」でもポケモンショックのネタが登場する。
- アメリカでは1999年までにポケモンカードを巡り、子供による脅迫、窃盗、強盗、傷害事件が各地で起こった[55]。また、多くの学校でポケモンカードを発端として、トレーディングカードが禁止された[56]。イギリスでも2000年までにカードの流行によるいじめ、恐喝事件などが多発し、多数の学校でポケモンカードが禁止された[57]。
- アメリカで子供がモンスターボールを模ったラバー製の玩具で遊んでいた所、誤って飲み込み、喉を詰らせて窒息死した[58]。
- トルコでは2人の子供が自分のことを「ポケモン」と思い込み、バルコニーから飛び降りて足を骨折したため、一時的にアニメの放映が休止された[59]。

#### イスラム諸国
2001年に、アラブ首長国連邦でイスラム宗教局 (Department of Awqaf and Islamic Affairs) が、ポケットモンスターのカードゲームは賭博の要素があり、ポケモンは多神論と進化論を助長しているなどとしてハラーム（禁忌）であるとのファトワー（宗教見解、Fatwa No. 21758）を発した。ドバイでアニメの放送が禁止され、ポケモングッズが店頭から撤去された。イスラム原理主義的な思想の色濃いサウジアラビアやカタールの法学者がこれを支持すると、サウジアラビアでも同様の禁止処置が取られ、イスラム諸国にポケモンの可否をめぐる論争が飛び火した。マレーシアなどでも、ポケモンが反イスラームではないかと保守派ムスリム法学者から疑われるようになった。さらには一部で「ポケモンはシオニズムの宣伝メディアであり、イスラム教徒をユダヤ教に改宗させようとするたくらみの一環である」「『ポケモン』とは『私はユダヤ人である』の意味である」「『ピカチュウ』とは『ユダヤ人になれ』の意である」などと全く根拠のないデマまで広まった。その後、ドバイなどイスラーム保守派に支配された諸国ではポケモンを反イスラーム的と認定し、ゲームやグッズの販売制限を行った。サウジアラビアやカタールでは、ポケモン自体がハラームとされ全面禁止された。サウジアラビアの法学者がポケモンをハラームとし、保守派ムスリムがそれに賛同している理由としては、「ポケモンの後天的形態変化は生物学では『変態』と呼ばれるものであるが、ポケモンではこれを『進化』と呼んでいる。進化論は保守派イスラームからはコーランの無謬性を汚すとしてハラーム扱いを受けている」ということが挙げられる。後にこれらの騒動は鎮静化した。
なおエジプトやレバノンではポケモンは禁止されていない。レバノンでは、シーア派の高位法学者、大アーヤットゥッラームハンマド・フセイン・ファドラッラーが「ポケモンは合法である」とのファトワー（宗教的見解）も出している。
また、サッダーム・フセイン政権下のイラクではポケモン問題調査委員会が設置され、「宗教を利用した反動的なファトワーを出すことは間違いである」「知的な根拠のあるファトワーを出すことが、宗教者の義務である」として、早々に解禁された。

## テレビ番組
- 日経スペシャル ガイアの夜明け 新世紀アニメビジネス（2002年11月10日、テレビ東京）[68]。

## 関連書籍
- とみさわ昭仁『ゲームフリーク 遊びの世界標準を塗り替えるクリエイティブ集団』太田出版、東京、2000年。ISBN 4-8401-0118-3。
- 畠山けんじ、久保雅一『ポケモンストーリー』日経BP出版センター、東京、2000年。ISBN 4-8222-4199-8。
- 宮昌太郎、田尻智『田尻智 ポケモンを創った男』太田出版、東京、2004年。ISBN 4-87233-833-2。
- 中沢新一『ポケットの中の野生』岩波書店、東京、1997年。ISBN 4-00-026068-5。
- 『ポケモンの秘密』小学館文庫、東京、1998年。ISBN 4-09-416211-9。